# The Gore Gore Girls
The Gore Gore Girls to amerykański horror w reżyserii Herschella Gordona Lewisa. Miał premierę w 1972 roku.

## Fabuła
Striptizerka zostaje brutalnie zamordowana przez nieznanego sprawcę. Główny bohater filmu postanawia dowiedzieć się, kto stoi za jej zabójstwem. Z czasem giną kolejne kobiety. Wszystkie je łączy nie tylko zawód, ale także to samo miejsce pracy - jeden z klubów nocnych w Chicago.